# Condado de Chicot
O Condado de Chicot é um dos 75 condados do estado americano do Arkansas. Sua sede de condado é Lake Village. Sua população é de 14 117 habitantes.